# Anna Ehring
Anna Charlotta Isling Ehring, ursprungligen Edlund, född 30 mars 1969, är en svensk författare och skådespelare. År 2012 belönades Kickflippar och farligheten och Den stora kärleksfebern ur barn- och ungdomsbokserien Drakhjärta med Nils Holgersson-plaketten. Bokserien blev TV-serie 2016. Hennes debutbok Syltmackor och oturslivet nominerades till Augustpriset 2010. Tillsammans med dottern Trixie Edlund Falkenborg startade hon turnéteatern Flyga Hund. Där hon skrev och spelade barnpjäsen Kung Kanon, som framförallt riktar sig internt till skolor och bibliotek. Hon arbetar också som skrivcoach. Som skådespelare är hon främst känd för rollen som Carolin i Flickan vid stenbänken av Maria Gripe, då med namnet Anna Edlund.
Hon har två döttrar, och är sedan 7 augusti 2021 gift med landskapsarkitekten Bengt Isling.